# NGC 7817
NGC 7817 est une galaxie spirale située dans la constellation de Pégase. Sa vitesse par rapport au fond diffus cosmologique est de 1 958 ± 25 km/s, ce qui correspond à une distance de Hubble de 28,9 ± 2,1 Mpc (∼94,3 millions d'al). NGC 7817 a été découverte par l'astronome germano-britannique William Herschel en 1784.
La classe de luminosité de NGC 7817 est II-III et elle présente une large raie HI.
NGC 7817 forme une paire de galaxies avec NGC 7798. Les deux galaxies sont approximativement séparées de 2 millions d'années-lumière. Il est à noter que la base de données astronomique NASA/IPAC classifie NGC 7817 comme étant une galaxie gravitationnellement isolée, tout en la classant comme constituant une paire de galaxies avec NGC 7798.
À ce jour, vingt-trois mesures non basées sur le décalage vers le rouge (redshift) donnent une distance de 25,948 ± 3,559 Mpc (∼84,6 millions d'al), ce qui est à l'intérieur des valeurs de la distance de Hubble.